# Aeroportul Almirante Padilla
Aeroportul Almirante Padilla (IATA: RCH, ICAO: SKRH) este un aeroport din Riohacha⁠(d), La Guajira Department⁠(d), Columbia ce deservește zona Riohacha⁠(d). Aeroportul a fost tranzitat în 2022 de 447.352 de pasageri.
Situat la o altitudine de 13 m, aeroportul dispune de 1 pistă. Este operat de Colombian Civil Aviation Authority⁠(d).

## Infrastructură

### Piste
Aeroportul dispune de o singură pistă. Pista 10/28 are suprafața de asfalt. 